# Christoph von Kleinsorgen
Christoph von Kleinsorgen (Voesfeld, 14 juli 1980) is een Duits voormalig professioneel wielrenner. Hij reed in het verleden voor onder meer Team Coast en Team Lamonta. In 2002 werd hij derde in het Circuit Franco-Belge. In 2005 werd hij derde in de Ster van Zwolle en won hij een etappe in de Ronde van Rijnland-Palts. Kort daarna was hij betrokken bij een harde botsing in de Ronde van Beieren. Hij verloor het bewustzijn en moest per helikopter naar het ziekenhuis worden vervoerd. Hij herstelde echter snel, en wist aan het einde van het seizoen de GP Sparkasse te winnen.
Niet lang daarna stapt hij over op het mountainbiken en weet enkele goede klasseringen te behalen in het beloftencircuit.

## Belangrijkste overwinningen
2005
- 5e etappe Ronde van Rijnland-Palts

2006
- Sprintklassement Ronde van Mallorca

2007
- 6e etappe Ronde van Thailand
- Nedersaksich kampioen tijdrijden

Wielerploegen van Christoph von Kleinsorgen
Aeschbach ·
Brand ·
Bratkowski ·
Carrier ·
Christensen ·
Giebelmann ·
Hawlik (tot 28/02) ·
Mori ·
Mutschler · 
Nepp ·
Otto ·
Phillips ·
Sjantir ·
Urban ·
von Kleinsorgen
Adamsson ·
Aebersold ·
Becke ·
Brand ·
Christensen ·
Escartín ·
Garmendia ·
Gianetti ·
Giebelmann ·
Gritsoen ·
Henrix ·
Høj ·
Huser ·
Meier ·
Michaelsen ·
Mutschler · 
Phillips ·
Ronellenfitsch ·
Rund ·
Schweda ·
Sjantir ·
Urban ·
von Kleinsorgen ·
Zülle
Adamsson ·
Aebersold ·
Becke ·
Beltrán ·
Casero ·
Christensen ·
Escartín ·
Garmendia ·
Gianetti ·
Guidi ·
Henrix ·
Hernández ·
Høj ·
Huser ·
Korff ·
Lara ·
Michaelsen ·
Pérez · 
Plaza ·
Radochla ·
Rund ·
Schweda ·
Sjantir ·
Urban ·
von Kleinsorgen ·
Wilhelms ·
Zülle
Adamsson ·
Aebersold (tot 15/05) ·
Becke ·
Beltrán (tot 15/05) ·
Casero ·
Christensen (tot 15/05) ·
García ·
Garmendia ·
Guidi ·
Hernández ·
Korff ·
Lara ·
Liese ·
Pérez (tot 31/03) ·
Plaza ·
Radochla ·
Rund ·
Schweda ·
Steinhauser ·
Teutenberg ·
Ullrich  ·
Urban ·
von Kleinsorgen ·
Wilhelms ·
Zülle (tot 31/03)